# Blaenavon
Blaenavon (gallese: Blaenafon) è una città e patrimonio dell'umanità situato nel Galles meridionale, alla sorgente dell'Afon Llwyd a nord di Pontypool. La città si trova sulla cima di una collina ed ha una popolazione di 6349 persone.
Blaenavon si sviluppò attorno ad un'acciaieria aperta nel 1788, una parte della quale è ora un museo. La lavorazoine dell'acciaio, e le industrie di estrazione del carbone che seguirono, fecero crescere la popolazione fino ad oltre le 20 000 unità, ma dopo la chiusura dell'acciaieria del 1900 e quella della miniera del 1980 gli abitanti iniziarono a diminuire, ed attualmente l'età media è elevata.
Recentemente sono stati fatti dei tentativi di modificare l'immagine della città presentandola come la seconda "città dei libri" (la prima è Hay-on-Wye). Dopo un anno di tentativi volti ad attrarre turisti il progetto sembra non aver avuto successo. La causa potrebbe essere il posizionamento della città (abbastanza remoto). Gli investimenti e gli interessi locali hanno completamente trasformato la strada principale (Broad Street) aprendo numerose librerie. Esistono molte associazioni di cittadini, tra cui Future Blaenavon, che ha aiutato a creare un parco nella parte meridionale della città.
Le attrazioni del paese comprendono il Big Pit Mining Museum (punto di ritrovo dell'ERIH, l'European Route of Industrial Heritage), le acciaierie di Blaenavon, la Pontypool and Blaenavon Railway, Il Coro Maschile di Blaenavon e molti percorsi storici tra le montagne che la circondano.
Blaenavon è gemellata con la cittadina francese di Coutras.
Qui nacque l'attore E. E. Clive. 

## Gli scavi del Time Team
Una trasmissione televisiva storica ed archeologica di Channel 4, Time Team, arrivò a Blaenavon durante la serie di puntate del febbraio 2001 per cercare 'Il Viadotto perduto', il primo viadotto ferroviario al mondo (usato da carrozze trainate da cavalli che trasportavano il carbone estratto) costruito nel 1790, che misura 40 metri di lunghezza e 10 di altezza e che, a 25 anni dalla costruzione, è completamente scomparso. Non ci sono registri che parlino della sua demolizione, ed il gruppo di archeologi tentò di localizzare la struttura e scoprire quindi se fosse ancora esistente.
Durante il tardo pomeriggio del terzo ed ultimo giorno di ricerca riuscirono a portare alla luce il viadotto a cui era stato aggiunto un tetto ad archi, sotto a 12-15 metri di terra, apparentemente ancora in piedi. A causa del poco tempo rimasto a disposizione, e per ragioni di sicurezza, furono costretti ad interrompere gli scavi, il che significa che nuovi futuri scavi potrebbero avere più fortuna.

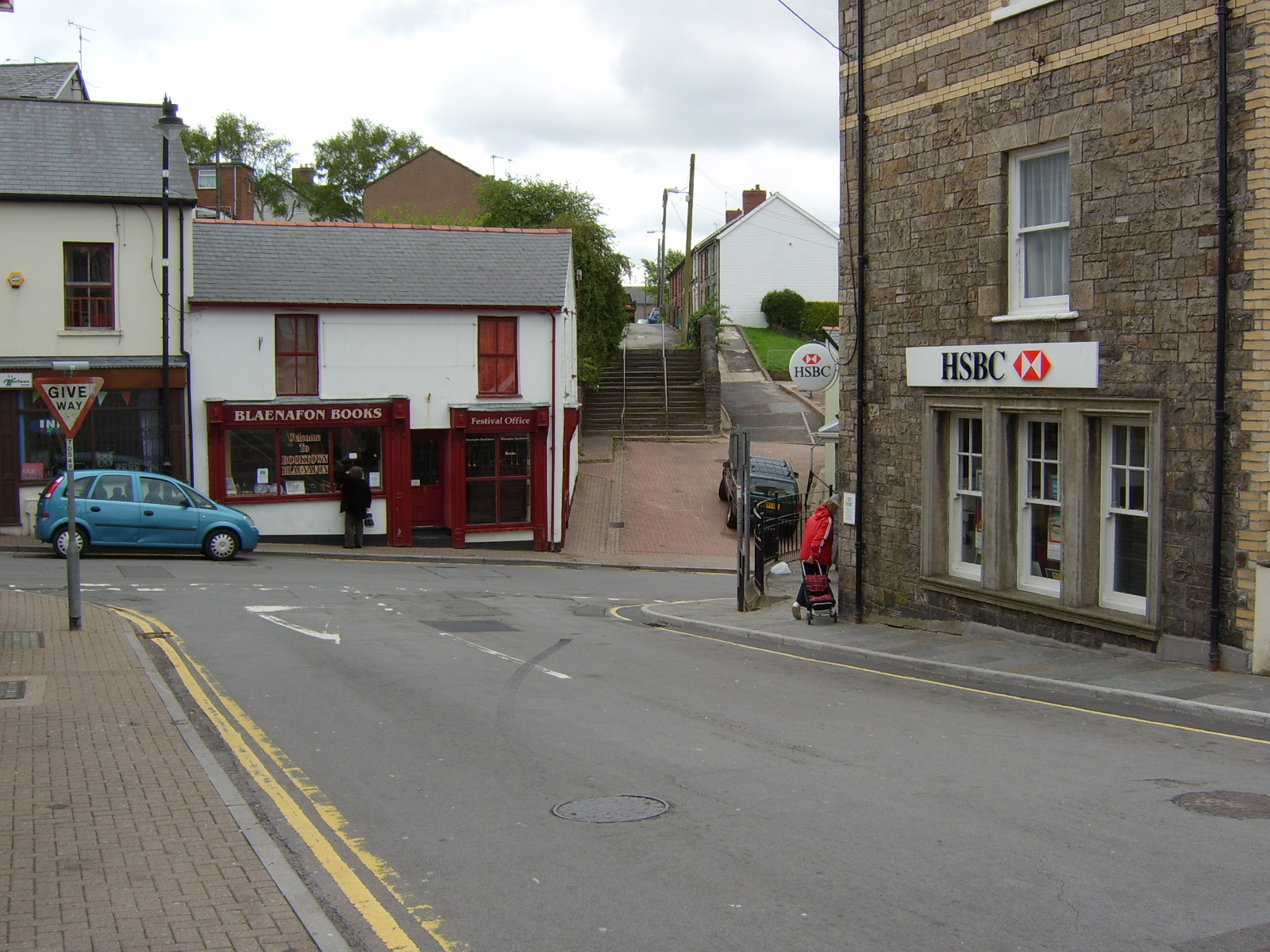
Book Town Blaenavon
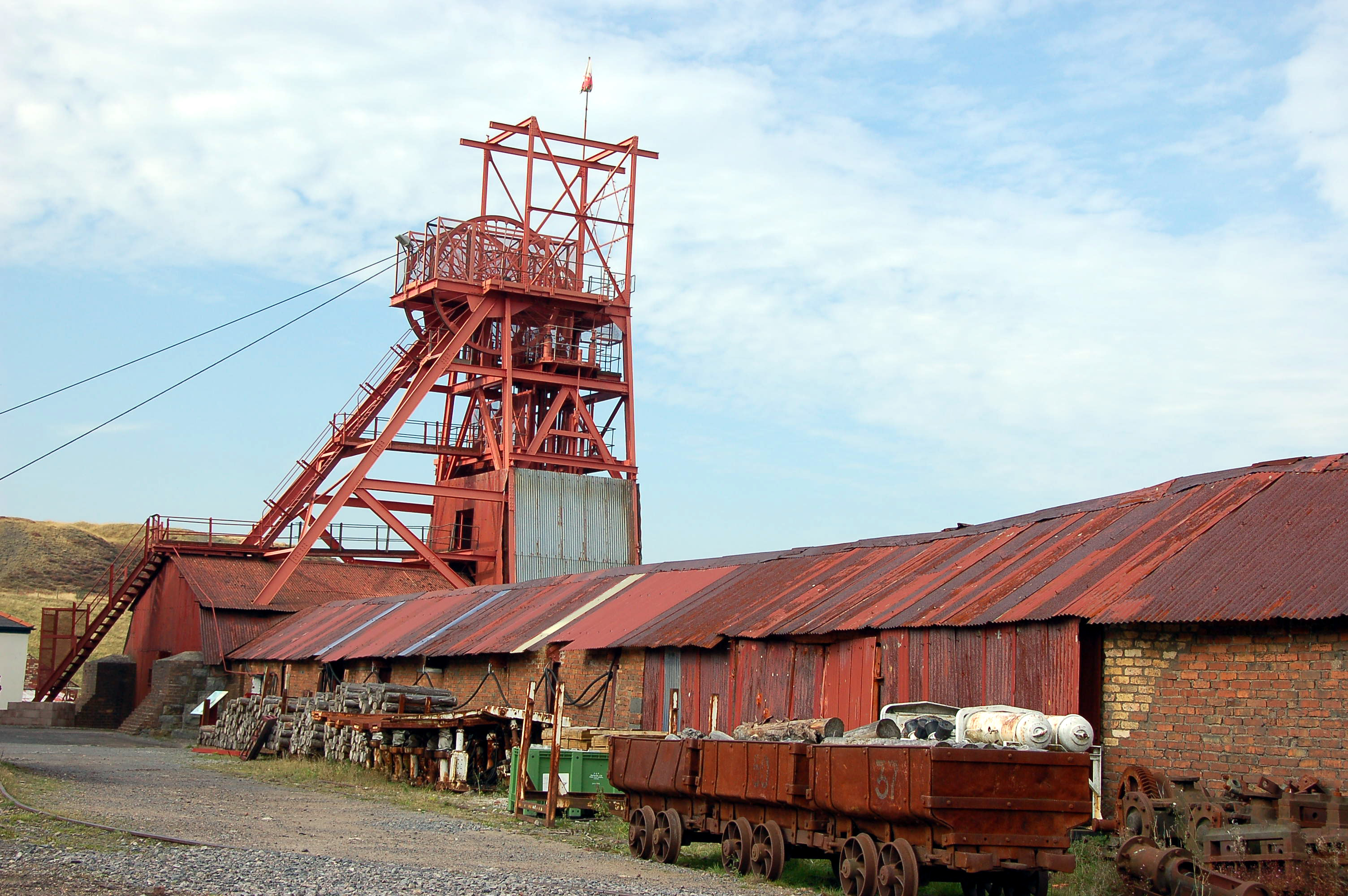
Il Big Pit Mining Museum